# ليفنيسوفيا
ليفنيسوفيا (الإسم العلمي:Levnesovia)، هو جنس منقرض من الديناصورات كان يعيش في أوزبكستان في فترة أواخر العصر الطباشيري، يتبع رتيبة الأورنيثوبودات ضمن رتبة طيريات الورك.